# موکش (بازیگر)
موکش (انگلیسی: Mukesh؛ زادهٔ ۵ مارس ۱۹۶۱) هنرپیشه، تهیه‌کننده فیلم و سیاست‌مدار اهل هند است.
از فیلم‌ها یا برنامه‌های تلویزیونی که وی در آن نقش داشته‌است می‌توان به ۹۱۶، گاه‌شماری، ابو پسر آدم، خداوند را ستایش کنید، خیلی خیلی دور، بالرام در مقابل تاراداس، راه شیری، آرجونان شاهد است، روزها و شب‌ها و تام و جری اشاره کرد.